# Силва (река)
Силва (на руски: Сылва) е река в Свердловска област и Пермски край на Русия, ляв приток на Чусовая (ляв приток на Кама, ляв приток на Волга). Дължина 493 km. Площ на водосборния басейн 19 700 km².

## Извор, течение, устие
Река Силва води началото си от западните склонове на Среден Урал, на 397 m н.в., в село Вирубки, в югозападната част на Свердловска област. Силва е една от най-силно меандриращите реки в Русия, като по течението ѝ има хиляди меандри, старици (изоставено речно корито), малки прагове и множество плитчини. Тече през хълмисти, силно окарстени райони по западните предпланински части на Урал, като многократно сменя посоката на течението си във всички посоки на компаса, но като генерално направление има посока от югоизток на северозапад. Влива се в Чусовския залив на Камското водохранилище, на 114 m н.в. при квартал Нови Ляди на град Перм. Преди изграждането на водохранилището Силва е била ляв приток на Чусовая (ляв приток на Кама, ляв приток на Волга), а сега преди да се влее във водохранилището образува дългия 75 km Силвински залив на Камското водохранилище, който започва от село Серга на юг и завършва при квартал Нови Ляди на север, като представлява ляво (южно) разклонение на Чусовския залив на водохранилището. По този начин дължината на река Силва се е намалила със 75 km от 568 km на 493 km.

## Водосборен басейн, притоци
Водосборният басейн на Силва обхваща площ от 19 700 km², което представлява 46,14% от водосборния басейн на река Чусовая. На запад водосборният ѝ басейн граничи с водосборните басейни на малки леви притоци на Чусовая, на юг и югозапад – с водосборния басейн на река Белая (ляв приток на Кама), а на запад – с водосборните басейни на други по-малки леви притоци на Кама.
Река Силва получава 35 притока с дължина над 10 km, като най-големите са: леви – Вогулка (113 km), Иргина (91 km), Ирен (214 km), Бабка (162 km); десни – Льок (53 km), Барда (209 km), Шаква (167 km).

## Хидроложки показатели
Силва има смесено подхранване с преобладаване на снежното с ясно изразено пролетно пълноводие в края на април и началото на май и зимно маловодие. Среден годишен отток на 45 km от устието 139 m³/s. Заледява се през ноември, а се размразява през април.

## Стопанско значение, селища
По река Силва се извършва регулярно корабоплаване целогодишно на 74 km от устието ѝ до село Посад, а по време на пълноводие е плавателна за плиткогазещи съдове на 200 – 250 km от устието си. По течението ѝ са разположени около десетина населени места, в т.ч. град Кунгур в Пермски край.